# الانتخابات الرئاسية التونسية 1959
الانتخابات الرئاسية التونسية 1964 هي انتخابات رئاسية نظمت في تونس في 8 نوفمبر 1959. هي أول انتخابات من نوعها. تعتبر هذه الانتخابات مزورة ومزيفة.

الحبيب بورقيبة في أول ولاية له حتى هذه الانتخابات، أين تم تعيينه في 1957 كرئيس للجمهورية بعد انتخابه من قبل المجلس القومي التأسيسي بطريقة غير مباشرة، هو المرشح الوحيد فيها، وذلك عن حزب الحزب الحر الدستوري الجديد. فاز بورقيبة بهذه الانتخابات بنسبة 100%.
|                            |                                           | الأصوات   | % من المسجلين   | % من المصوتين |
| -------------------------- | ----------------------------------------- | --------- | --------------- | ------------- |
| المسجلين                   | المسجلين                                  | 577 099 1 |                 |               |
| المصوتين                   | المصوتين                                  | 959 007 1 | 91.7%           |               |
| الأصوات المصرح بها         | الأصوات المصرح بها                        | 769 005 1 |                 | 99.8%         |
| الأصوات البيضاء أو التالفة | الأصوات البيضاء أو التالفة                | 190 2     |                 | 0.2%          |
| الإمتناع عن التصويت        | الإمتناع عن التصويت                       | 618 91    | 8.3%            |               |
|                            |                                           |           |                 |               |
| المرشح الحزب السياسي       | المرشح الحزب السياسي                      | الأصوات   | % من المصرح بها |               |
|                            | الحبيب بورقيبة الحزب الحر الدستوري الجديد | 769 005 1 | 100%            |               |

## مقالات ذات صلة
- الانتخابات التشريعية التونسية 1959